# Turismo nel nordest dell'India

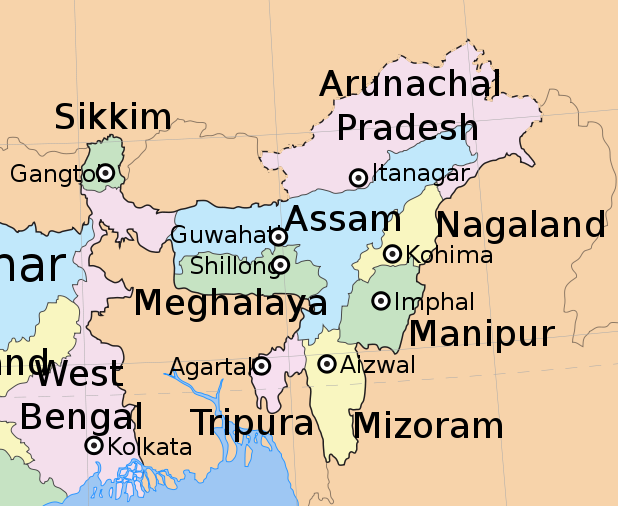
Stati e grandi città nel nordest dell'India.

Il turismo nel nordest dell'India comprende i sette stati di Arunachal Pradesh, Assam, Manipur, Meghalaya, Mizoram, Nagaland e Tripura; più il Sikkim e la parte maggiormente nordorientale del Bengala occidentale. In questo territorio si trovano varie attrazioni turistiche, tra cui parchi nazionali, stazioni collinari, monasteri, laghi e monumenti.

## Parchi nazionali
Il parco nazionale di Namdapha è la più grande area protetta dell'Himalaya orientale per hotspot di biodiversità e si trova in Arunachal Pradesh. È anche il terzo più grande parco nazionale in India in termini di superficie; si trova nella sub-regione himalayana orientale ed è riconosciuta come una delle zone più ricche di biodiversità in India.
Il parco nazionale di Kaziranga è un parco nazionale situato in parte nel distretto di Golaghat ed in parte nel distretto di Nagaon dello stato di Assam. Nella sua qualifica di patrimonio dell'umanità, il parco ospita i due terzi della popolazione di rinoceronte indiano esistenti al mondo. Kaziranga vanta la più alta densità di tigri tra le aree protette in tutto il mondo ed è stata dichiarata riserva della tigre nel 2006.
Il parco nazionale di Orang è situato sulla riva nord del fiume Brahmaputra tra il distretto di Darrang e il distretto di Sonitpur dello stato di Assam. Il parco ha una ricca flora e fauna, tra cui Rinoceronte indiano, il maiale pigmeo, elefanti, esempi di bufalo selvatico e tigri. È l'unica roccaforte di rinoceronte sulla riva nord del fiume Brahmaputra.
Il parco nazionale di Manas
Il parco nazionale di Dibru-Saikhowa
Il parco nazionale di Nameri
Il parco nazionale di Balphakram
Il parco nazionale di Nokrek

## Paesaggio
Il Kangchenjunga è la terza montagna più elevata della Terra con i suoi 8586 m s.l.m, situata al confine fra il Nepal e lo Stato indiano del Sikkim.
I Naga Hills, raggiungendo un'altezza di circa 3.825 metri (12.549 piedi), si trovano al confine tra India e Birmania (Myanmar). Fanno parte di un sistema complesso di montagne.
Le colline Paktai.
Il sistema montuoso dei Monti Khasi
Le colline Lushai (o Mizo Hills)
L'"Assam himalayano", tra il confine orientale del Bhutan, ad ovest, e l'ampio corso del fiume Tsangpo, ad est.
Le montagne Garo
Il passo Sela

## Stazioni collinari
La città di Tawang è situata ad un'altitudine di circa 3.048 metri (10.000 piedi), nella parte nord-occidentale dell'Arunachal Pradesh.
Majuli o Majoli è una grande isola fluviale del fiume Brahmaputra in Assam.
Cherrapunji è una suddivisione amministrativa posta nel distretto dei Monti Khasi Orientali nello stato di Meghalaya.
Darjeeling è in Bengala occidentale, ma geograficamente fa parte del nord-est indiano.
Kalimpong è una stazione di collina nello stato del Bengala Occidentale.